# Tnyribal
Tnyribal – pierwszy album studyjny polskiej grupy muzycznej Squash Bowels. Wydawnictwo ukazało się 10 sierpnia 1999 roku nakładem wytwórni muzycznej Obscene Productions. Nagrania zostały zarejestrowane w czerwcu 1999 roku w białostockim Hertz Studio.

## Lista utworów
Opracowano na podstawie materiału źródłowego.
1. "Stranger Mind" - 2:37
2. "Dark Corridors" - 3:11
3. "Zema Inpa" - 8:49
4. "Zonhori Nteve" - 06:31
5. "Bad Sector" - 3:22
6. "Black Thing" - 1:48